# باکشیش سینگ
باکشیش سینگ (انگلیسی: Bakshish Singh; ۱۴ ژوئن ۱۹۲۸ – ۲۱ سپتامبر ۱۹۷۰) بازیکن هاکی روی چمن اهل هند بود.
وی به‌همراه تیم ملی هاکی روی چمن مردان هند به مقام قهرمانی در بازی‌های المپیک تابستانی ۱۹۵۶ دست پیدا کرده‌است.